# Dschadidismus
Dschadidismus (auch Djadidismus oder Jadidismus) bezeichnete ursprünglich neue Unterrichtsmethoden in islamischen Schulen (medresen). Der Ausdruck wurde später synonym im 19. Jahrhundert mit einer muslimisch-nationalistischen Reformbewegung im russischen Reich, die sich an westlichen Vorstellungen von Modernität anlehnte. Von Bedeutung war diese Bewegung besonders auf der Krim und in den Gouvernements mit hohem tatarischen Bevölkerungsanteil, nämlich Kasan, Orenburg und Ufa. Es handelte sich hierbei um eine autochthone originelle islamische Reformbewegung.

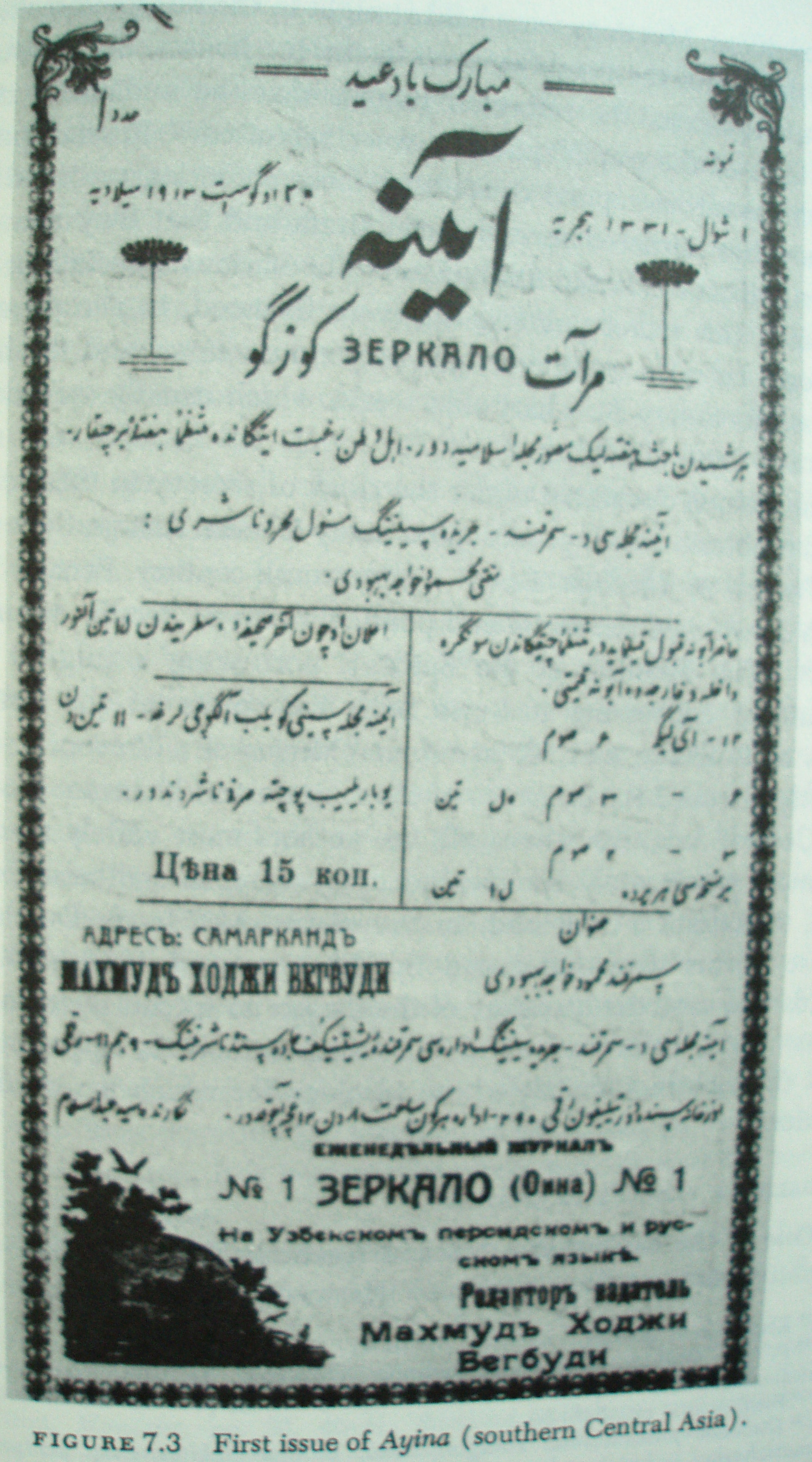
Deckblatt der Erstausgabe von Oyina

## Etymologie
Der Begriff stammt vom arabischen al-uṣūl al-ǧadīda oder persisch/törki uṣūl-i ǧadīd, was beides neue Methode bedeutet. So nannte man zunächst die neuartige phonetische Lehrmethode, später bezeichnete der Begriff die Reformbewegung an sich (S 135, Fn. 1), die eine nationalistische tatarische Ideologie auf Basis des Islam als identitätsstiftendes Merkmal anbot.

## Entwicklung
Im Khanat Kasan, das aus dem Reich der Goldenen Horde hervorging, herrschte eine turkstämmige über eine weitgehend sesshafte islamisierte Bevölkerung. Nach der Zerschlagung des Khanats (1552) erfolgten russischerseits anfangs kaum Eingriffe in die gesellschaftliche und kulturelle Struktur der Bevölkerung. Erst mit der beginnenden Westorientierung wurde eine Assimilation, teilweise durch Zwangskonvertierungen, versucht. Durch die geförderte Zuwanderung von Ostslawen änderte sich auch die Demographie der Region (S 39ff). Bis zum Ende des 18. Jahrhunderts waren die Muslime eine wirtschaftlich und politisch benachteiligte Minderheit geworden. Tatarisches Schrifttum unterlag einer strengen Zensur, Baugenehmigungen für Moscheen wurden restriktiv erteilt. Im 19. Jahrhundert unterhielten die meisten Gemeinden von ihren Mitgliedern über Spenden finanzierte Grundschulen (mektep), die mit traditionellen Methoden des Auswendiglernens, unter Leitung des örtlichen Imams, ein Mindestmaß an Lese- und Schreibfertigkeiten vermittelten.
Beginnend in den siebziger Jahren des 19. Jhdts. setzte innerhalb des regionalen islamischen Diskurses ein Prozess der Revision der intellektuellen Positionen ein. Inhaltlich lässt sich dies verallgemeinernd als die Summe von Historisierung, Individualisierung, Rationalismus und Hinwendung zu intellektueller Offenheit beschreiben. Die wichtigsten Wegbereiter waren der Historiker Schihabetdin Mardschäni (1818–1889), der seine eigene Medrese betrieb, und Ismail Bej Gasprinskij (1851–1914), ein Krimtatare, der das islamische Reformdenken mit der gesellschaftlichen Modernisierung russischen Musters verband. Er hatte in seiner Heimat sowohl eine klassisch-muslimische als auch eine russisch-europäische Erziehung genossen. Auch lebte er lange Zeit in Paris und Istanbul. Im osmanischen Istanbul lernte er einen für die damalige Zeit offenen und modernen Islam kennen. Gasprinskij führte zunächst in seiner eigenen Grundschule eine auf der phonetischen Lehrmethode basierende effektive Art der Schriftvermittlung ein. Er wollte, dass sich die muslimische Intelligenz Russlands für die westliche Wissenschaft, Technik und Philologie öffne und diese mit einem reformierten, von Aberglauben und Ritualismus gereinigten Islam verbände. Zugleich sollte die Kulturgemeinschaft der Turkvölker wiederhergestellt werden. Zur Verbreitung des Reformgedankens diente die zweisprachige Zeitschrift Tärdžeman/Perevodčik („Der Übersetzer“), in der auch die Hebung des Status von Frauen gefordert wurde. Nach der Revolution 1905 erschienen einige kurzlebige Blätter wie Taraqquiy in Taschkent und Khurshid des Uzbeken Munavvar Qori Abdurashidxon oʻgʻli. Im letztgenannten erschien dann auch das Grundsatzprogramm des Mullah Mahmudhoʻja Behbudiy (1874–1919), der eine muslimische Union (Ittifaq ul-muslimi) errichten wollte, Hamza Hakimzoda Niyoziy aus dem Ferghanatal machte durch eine schlagkräftigere Wortwahl auf sich aufmerksam. Unter den Kasachen war besonders Achmet Baitursynuly ab 1895 aktiv, der dann zunächst als Mitbegründer der kasachischen Nationalpartei Alasch und bis Ende der 1920er als Kommissar für kasachische Erziehung großen Einfluss ausübte.
In Buchara begann dschadidistisches Gedankengut erst spät durch den Universalgelehrten Achmed Ma’zum Kalla (1827–97) an Einfluss zu gewinnen.
Dschadidistische Gruppen blieben auch nach 1905 nur lose organisiert, erst 1917 bildeten sich Parteien heraus, die in den Folgejahren, teils gewaltsam, die Schaffung islamischer Republiken erzwingen wollten.

## Prinzipien

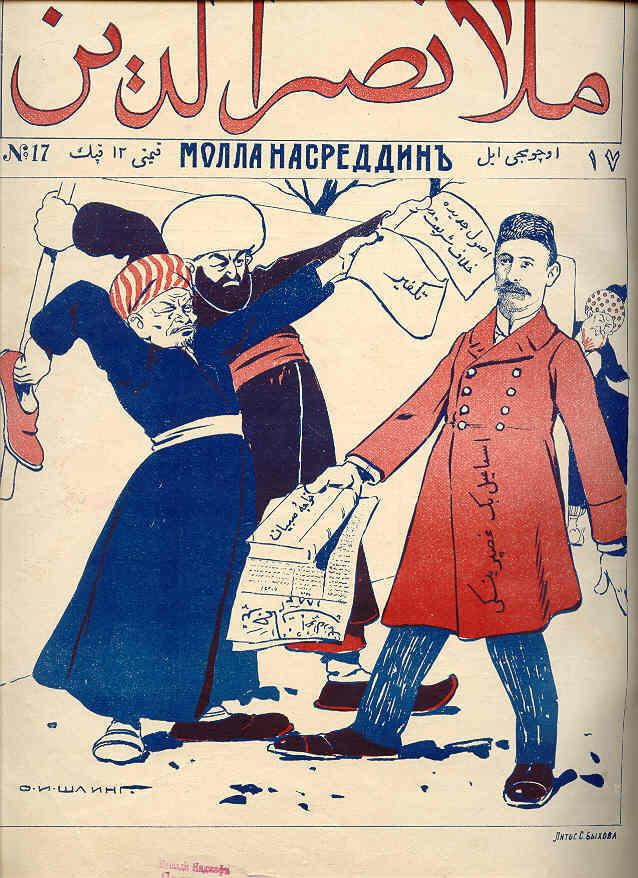
Karikatur über das Verhältnis zwischen Dschadidismus (İsmail Gasprinski mit Schulbuch und Zeitschrift Terdschüman) und traditionalistischem Islam (als tatarischer und aserbaidschanischer Kleriker mit Takfīr- und Scharia-Bescheid). Titel der satirischen aserbaidschanischen Zeitschrift „Molla Nasreddin“ Nr. 17, Tiflis 1908 (Zeichner: Oskar Schmerling).

Kritisiert wurde der islamische Traditionalismus, der Antworten auf jede Frage sozialer oder kultureller Art aus dem Kanon herleiten wollte, was, wenn keine historischen Analogien bestanden, zur Rückständigkeit und Abschottung führte. Dschadidistische Reformer setzten auf die individuelle Urteilskraft, auch in Hinsicht auf das Verhältnis von Glauben und rationaler Vernunft. Während der Islam auf die kulturelle Sphäre beschränkt wurde, wurden Modernität und Rationalismus zu den Grundkriterien des Dschadidismus. Dies führte neuen Konzepten im Bereich der Interpretation von Rechtsfragen im Lichte kanonischer Texte (idschtihad). Lebensnah auf die Modernisierung angewandt interpretierte Gabdulla Bubi z. B. Gebetsübungen (nawaz) als gesunde Gymnastik. Nach 1890 erschienen dann erste Lehrbücher zum islamischen Recht, die zur Vereinheitlichung beitrugen.
Die dschadidistische Sozialethik betonte soziale Gerechtigkeit und Gleichheit innerhalb der islamischen Gemeinschaft, zu der sich der Einzelne aktiv bekennt. Die vom Koran vorgeschriebene Wohltätigkeit (zakat) sollte nicht mehr Bedürftigen direkt, sondern wohltätigen Organisationen zugutekommen. Gleichzeitig wurde versucht, eine „muslimische kapitalistische Wirtschaftsethik“ zu entwickeln. Wissen, Bildung und die Mobilisierung aller Mitglieder der Gesellschaft einschließlich der Frauen sollte den Weg zu Technisierung und Entwicklung ebnen helfen. In hagiographischen Biographien erfolgreicher Kaufleute, selbstloser Gelehrter und Wohltäter wurden Heldengestalten des neuen Menschenbildes geschaffen und unters Volk gebracht. Seine sozialen Vorstellungen formulierte der Dschadidismus jedoch in islamischer Diktion.
Ziel war die Wiederherstellung von „Macht, Reichtum und Würde“ der muslimischen Nation durch Aufholen des zivilisatorischen Vorsprungs der Europäer. Der Dschadidismus hatte auch einen großen, ethnisch definierten, Einfluss auf den Panturkismus, der die „Einheit der Völker Turans“ anstrebte. Allerdings fand der Dschadidismus unter den Muslimen Russlands keine ungeteilte Beachtung: Den Erneuerern standen die Traditionalisten, die „Kadimchilar“, gegenüber.
Die Umrisse der Definition einer „muslimischen Nation“ als Gruppenidentität zeichneten sich durch turkstämmige Abstammung mit Zugehörigkeit zur entsprechenden Sprach- und Kulturgemeinschaft, Rückbesinnung auf die frühere Staatlichkeit (Goldene Horde) und Mitgliedschaft in einer konfessionellen Glaubensgemeinschaft, dem Islam.

## Politische Praxis
In den unmittelbar nach der Revolution von 1905 entstehenden Freiräumen ließ der Dschadidismus endgültig seine Beschränkungen aufs Kulturelle zurück und wurde für die bourgeoise tatarische Händlerklasse, die seine Hauptträger war, zu einer nationalistischen Ideologie des Pan-Islamismus (oft auch Panturkismus genannt). Dabei standen sie oft in engen Verbindungen zu Gleichgesinnten im Osmanischen Reich. Die Ideen der Jungtürken übten starken Einfluss aus. Vor 1917 bildeten sich, in Ermangelung eines geistigen Zentrums und präzisen Programmes, kaum organisierte Strukturen heraus, die über kleinere Gruppen, welche sich meist um die Herausgeber einschlägiger Zeitschriften scharten, hinausgingen. Beispielhaft seien hier die Aktivitäten Abdurresid Ibrahims erwähnt, der sich für seine Agitation, meist von Istanbul aus, auch der „Tatarischen Wohlfahrts-Gesellschaft“ bediente.
Nach 1907 begann die russische Regierung den konservativen Islam zu schützen, djadidistische Bewegungen wurden unterdrückt, Zeitschriften verboten. Es erfolgte die Gründung von Geheimgesellschaften wie Barakat in Buchara, die sich als Handelshaus tarnte, um Propagandamaterial schmuggeln zu können. Außerdem wurden Studenten, die in die Türkei gesandt wurden, unterstützt. Die waren von 1910 ab jährlich etwas über 10. In den russischen Gouvernements konnten nach 1911 vergleichsweise langlebige dschadidistische Zeitschriften erscheinen, wie in Samarkand Ayina und Samarqand, in Taschkent Sadar-i-Turkistan. In Orenburg erschien 1913–18 Qzaq, in der häufig pan-asiatisches Gedankengut verbreitet wurde.

### Ab 1917
Eigene nationalistische Parteien bildeten sich erst nach der Februarrevolution 1917, so in Turkestan die Shuro-i-slam. In den meisten Fällen schlugen sich die Dschadidisten nach der Oktoberrevolution auf die Seite der „Weißen“. Aktiv wurden sie auch im Aufstand der provisorischen Regierung des autonomen Turkestan in Kokand von November 1917 bis Februar 1918. In den nächsten Jahren kamen in der Region geschätzte 23 % der Bevölkerung durch Krieg, angeheizt durch britische Interventionen, gesteuert von F. E. Bailey, und Hungersnot um.
1920 riefen Anhänger des Dschadidismus die kurzlebige Demokratische Republik Aserbaidschan aus. Dort wurde der Dschadidismus unter der Losung der „Turkisierung, Islamisierung und Europäisierung“ verbreitet.
Die dschadidistische Bewegung „Junge Bucharer“ (russisch: Mladobucharzy) entstand 1916 im dortigen Khanat und hatte den Sturz des Emirs und eine Demokratisierung zum Ziel. Die Bewegung zersplitterte sich 1918. In Taschkent organisierte sich das Zentrale Büro junger Bucharer unter der Leitung von Fajzullah Chodscha. Zusammen mit der Kommunistischen Partei Bucharas (KPBu) formen sie eine Einheitsfront unter Anerkennung des Programms der KP, das auf einem Kongress in Baku im September 1920 beschlossen wurde. Nach der Vertreibung des Emirs und der Gründung der Volksrepublik Buchara vereinigte sich der linke Flügel der dschadidistischen Gruppe offiziell mit der KPBu im September 1920. Unter anderem Fajzullah Chodscha und Abdurauf Fitrat wurden Mitglieder der neuen Regierung. Ein großer Teil des rechten Flügels unterstützte die konterrevolutionäre Basmatschi-Revolte.
Nach der Entstehung der Sowjetunion konnte sich eine nationalistisch-religiöse Ideologie neben der herrschenden kommunistisch-totalitären Weltanschauung nicht behaupten. Mit dem beginnenden Zerfall der Sowjetunion schlossen sich erneut tatarische Studenten und Lehrer der Universität Kasan zum Tatarischen Zentrum zusammen, das sich wieder offen zu den Grundsätzen des Dschadidismus bekannte.

## Beurteilung
In der sowjetischen Geschichtsschreibung wurde Dschadidismus bis ca. 1960 abwertend als religiöser Reformismus interpretiert. Danach wurde er als Ausdruck einer weltweiten Aufklärungsbewegung (proswetitelskoje dwischenije) betrachtet und dabei die religiöse Komponente vernachlässigt. Eine Neuinterpretation begann mit den Arbeiten von Jachja G. Abdullin und Abrar Gibadullovich Karimullin (1925–2000; Әбрар Гыйбадулла улы Кәримуллин) Westliche Studien im Rahmen der Islamismusforschung beurteilten die Bewegung als Teil übernationaler Bewegungen („Panislamismus“), teilweise auch als überregionalen Diskurs von Eliten. (S 15-7, 31)